# Quận Allen, Kansas
Quận Allen (tiếng Anh: Allen County) (mã quận AL) là một quận nằm ở phía đông nam Kansas, Hoa Kỳ. Dân số quận là 14.385 tại cuộc điều tra dân số năm 2000, và dân số ước tính là 13.677 trong năm 2006 [1] quận lỵ của nó và là thành phố đông dân nhất Iola. [2] 
Theo điều tra dân số Mỹ vào năm 2000, [3] quận đã có 14.385 người, 5.775 hộ, và 3.892 gia đình sinh sống. Mật độ dân số là 29 người cho mỗi dặm vuông (11/km ²). Có 6.449 đơn vị nhà ở với mật độ trung bình là 13 cho mỗi dặm vuông (5/km ²). Thành phần dân tộc của dân sinh sống trong quận này như sau:  94,80% người da trắng, 1,63% da đen hay Mỹ gốc Phi, 0,78% người Mỹ bản xứ, 0,26% người châu Á, 0,86% từ các chủng tộc khác, và 1,68% từ hai hoặc nhiều chủng tộc. Người Hispanic hoặc Latino của thuộc thuộc bất kỳ chủng tộc nào chiếm 1,93% dân số.

Quận có 5.775 hộ, trong đó 29,80% có trẻ em dưới 18 tuổi sống chung với họ, 54,60% là các cặp vợ chồng sống với nhau, 8,90% có chủ hộ là nữ không có mặt chồng, và 32,60% là không lập gia đình. 28,50% của tất cả các hộ gia đình đã được tạo thành từ các cá nhân và 14,40% dân số 65 tuổi trở lên sinh sống một mình. Bình quân mỗi hộ là 2,43 và cỡ gia đình trung bình là 2,98.
Dân số quận này có cơ cấu tuổi như sau:  25,20% ở độ tuổi dưới 18, 9,80% 18-24, 24,10% 25-44, 22,90% 45-64, và 18,00% 65 tuổi trở lên. Tuổi trung bình là 39 năm. Cứ mỗi 100 nữ có 95,60 nam giới. Cứ mỗi 100 nữ 18 tuổi trở lên, đã có 90,70 nam giới.
Thu nhập trung bình cho một hộ gia đình trong quận đã được  31.481 USD, và thu nhập trung bình cho một gia đình là 39,117 USD. Nam giới có thu nhập trung bình 27.305 USD so với 19.221 USD cho phái nữ. Thu nhập trên đầu cho các quận được 15,640 USD. Giới 11,30% gia đình và 14,90% dân số sống dưới mức nghèo khổ, trong đó có 20,20% những người dưới 18 tuổi và 12,70% có độ tuổi từ 65 trở lên. 